# NGC 5806
NGC 5806 је спирална галаксија у сазвежђу Девица која се налази на NGC листи објеката дубоког неба.
Деклинација објекта је + 1° 53' 27" а ректасцензија 15h 0m 0,2s. Привидна величина (магнитуда) објекта NGC 5806 износи 11,7 а фотографска магнитуда 12,5. Налази се на удаљености од 25,533 милиона парсека од Сунца. NGC 5806 је још познат и под ознакама UGC 9645, MCG 0-38-14, CGCG 20-41, IRAS 14574+0205, PGC 53578.